# 시마부쿠로 미유리
시마부쿠로 미유리(일본어: 島袋 美由利 しまぶくろ みゆり[*], 1994년 12월 6일 ~ )는 일본의 여성 성우. 오키나와현 출신. 오사와 사무소 소속.

## 출연 작품

### 극장판
- 2024년 데드데드 데몬즈 디디디디 디스트럭션 파트1, 2 - 데모토 아이